# Kanton Neuves-Maisons
Der Kanton Neuves-Maisons ist seit 1973 ein französischer Wahlkreis im Arrondissement Nancy im Département Meurthe-et-Moselle in der Region Grand Est (bis 2015 Lothringen); sein Bureau centralisateur befindet sich in Neuves-Maisons.

## Geschichte
Der Kanton entstand am 2. August 1973 durch Abspaltung vom Kanton Nancy-Ouest. Bis 2015 gehörten neun Gemeinden zum Kanton Neuves-Maisons. Mit der Neuordnung der Kantone in Frankreich stieg die Zahl der Gemeinden 2015 auf 14. Zu den bisherigen 9 Gemeinden kamen jeweils 2 Gemeinden der bisherigen Kantone Saint-Nicolas-de-Port (Flavigny-sur-Moselle und Richardménil) und Vézelise (Frolois und Pulligny) sowie die Gemeinde Sexey-aux-Forges aus dem Kanton Toul-Sud hinzu.

## Gemeinden
Der Kanton besteht aus 14 Gemeinden mit insgesamt 25.891 Einwohnern (Stand: 1. Januar 2022) auf einer Gesamtfläche von 142,54 km²:
| Gemeinde              | Einwohner 1. Januar 2022 | Fläche km² | Dichte Einw./km² | Code INSEE | Postleitzahl |
| --------------------- | ------------------------ | ---------- | ---------------- | ---------- | ------------ |
| Bainville-sur-Madon   | 1.443                    | 5,88       | 245              | 54043      | 54550        |
| Chaligny              | 2.756                    | 13,32      | 207              | 54111      | 54230        |
| Chavigny              | 1.686                    | 6,69       | 252              | 54123      | 54230        |
| Flavigny-sur-Moselle  | 1.664                    | 17,30      | 96               | 54196      | 54630        |
| Frolois               | 713                      | 9,40       | 76               | 54214      | 54160        |
| Maizières             | 917                      | 15,63      | 59               | 54336      | 54550        |
| Maron                 | 837                      | 19,10      | 44               | 54352      | 54230        |
| Méréville             | 1.288                    | 8,43       | 153              | 54364      | 54850        |
| Messein               | 1.994                    | 5,14       | 388              | 54366      | 54850        |
| Neuves-Maisons        | 6.572                    | 4,44       | 1.480            | 54397      | 54230        |
| Pont-Saint-Vincent    | 1.784                    | 6,66       | 268              | 54432      | 54550        |
| Pulligny              | 1.151                    | 9,30       | 124              | 54437      | 54160        |
| Richardménil          | 2.362                    | 7,17       | 329              | 54459      | 54630        |
| Sexey-aux-Forges      | 724                      | 14,08      | 51               | 54505      | 54550        |
| Kanton Neuves-Maisons | 25.891                   | 142,54     | 182              | 5415       | –            |

Bis zur landesweiten Neuordnung der französischen Kantone im März 2015 gehörten zum Kanton Neuves-Maisons die neun Gemeinden Bainville-sur-Madon, Chaligny, Chavigny, Maizières, Maron, Méréville, Messein, Neuves-Maisons (Hauptort) und Pont-Saint-Vincent. Sein Zuschnitt entsprach einer Fläche von 85,29 km2. Er besaß vor 2015 einen anderen INSEE-Code als heute, nämlich 5433.

## Bevölkerungsentwicklung
| 1962   | 1968   | 1975   | 1982   | 1990   | 1999   | 2006   | 2012   | 2018   |
| ------ | ------ | ------ | ------ | ------ | ------ | ------ | ------ | ------ |
| 16.176 | 16.734 | 17.656 | 18.374 | 18.303 | 19.099 | 19.783 | 20.261 | 26.265 |

## Politik
Im 1. Wahlgang am 22. März 2015 zur Wahl der Vertreter des Wahlkreises im Départementrat erreichte keines der fünf Wahlpaare die absolute Mehrheit. Bei der Stichwahl am 29. März 2015 gewann das Gespann Audrey Normand/Pascal Schneider (beide PS) gegen Nathalie Roussel/Mathias Vincent (beide FN) mit einem Stimmenanteil von 58,93 % (Wahlbeteiligung: 50,88 %).
Im 1. Wahlgang am 20. Juni 2021 erreichte keines der drei Wahlpaare die absolute Mehrheit. Bei der Stichwahl am 27. Juni 2021 gewann das Gespann Audrey Normand/Pascal Schneider (beide PS) gegen Anthony Bellorini/Nathalie Grandbarbe (beide RN) mit einem Stimmenanteil von 69,01 % (Wahlbeteiligung: 31,30 %).
Seit 1973 hatte der Kanton folgende Abgeordnete im Départementrat:
| Vertreter im Départementrat | Vertreter im Départementrat     | Vertreter im Départementrat |
| Amtszeit                    | Name                            | Partei                      |
| --------------------------- | ------------------------------- | --------------------------- |
| 1973–1975                   | Gérard Cureau                   | PS                          |
| 1975–1982                   | M. Bouillon                     | PS                          |
| 1982–2015                   | Jean-Paul Vinchelin             | PS                          |
| 2015–2021                   | Audrey Normand Pascal Schneider | PS                          |
| 2021–                       | Audrey Normand Pascal Schneider | PS                          |